# Ægte linse
Ægte linse (Lens culinaris) er en staude med en opstigende, men ikke klatrende vækst. Den dyrkede art nedstammer fra underarten Lens culinaris ssp. orientalis. Frøene (linserne) er usædvanlig proteinrige. Den har været dyrket i næsten 11 tusind år.

## Beskrivelse
Stænglerne er furede og spredt hårede. De bærer spredtstillede blade, som er uligefinnede med elliptiske, helrandede småblade. Oversiden er mat grågrøn og svagt behåret, mens undersiden er noget lysere.
Blomstringen sker tidligt, i det sydlige Rusland f.eks. allerede i marts. Blomsterne sidder samlet i fåtallige stande ved bladhjørnerne. De enkelte blomster er uregelmæssige (selv set i forhold til, hvad der er almindeligt i ærteblomstfamilien) og meget slanke med næsten rent hvide kronblade. Frugterne er flade bælge, der rummer nogle få, cirkelrunde, men flade frø, "linser").
Rodnettet består først og fremmest af en meget dybtgående pælerod og forholdsvis få, kraftige siderødder.
Højde x bredde og årlig tilvækst: 0,40 x 0,25 m (40 x 25 cm/år).

## Hjemsted
Arten Lens culinaris er en plante, som har været dyrket i snart 11.000 år (se frugtbare halvmåne#Afgrøder). Derfor kan man ikke finde den vildtvoksende noget sted, selv om den findes naturaliseret mange steder. Derimod eksisterer dens vilde ophav, Lens culinaris ssp. orientalis stadig og i bedste velgående i lysåbne skovsteppeområder, hvor forskellige egearter er dominerende.
Arten (eller rettere altså: dens vilde stamform) vokser på gruset bund og i fuld sol på bjerget Kaşmer i provinsen Şanlıurfa, Tyrkiet, sammen med bl.a. Acantholimon acerosum var. Acerosum (en pindsvinepude-art), Adonis dentata, Aegilops triuncialis (en gedeøje-art), agersnerle, Astragalus aduncus (en astragel-art), blød storkenæb, Bupleurum cappadocicum (en hareøre-art), Cruciata taurica (en korsblad-art), gul reseda, Leontodon asperrimus (en borst-art), Onobrychis kotschyana (en esparsette-art), orientalsk mysike, syrisk skælhoved, Trifolium mesopotamica (en Kløver-art) og vild linse (Lens orientalis).

## Proteinrig
Frøene er usædvanlig proteinrige, og fordelingen af aminosyrer i proteinerne er meget gunstig for menneskers ernæring – specielt hvis de bliver kombineret med proteiner fra kornprodukter.

## Anvendelse
Se Linser.
| Portal | Portal:Botanik |

## Note
1. ↑  Hasan Akan, Ömer Faruk Kaya, Ismail Eker og Cenap Cevherı: The Flora of Kaşmer Dagı Arkiveret 12. december 2005 hos  Wayback Machine (engelsk)